# Litografia ultravioletta estrema
La Litografia ultravioletta estrema o EUVL (dall'inglese Extreme ultraviolet lithography) è una tecnica di litografia che sfrutta un fascio luminoso dell'estremo ultravioletto a lunghezza d'onda pari a 13,5 nm per incidere un wafer di semiconduttore (Silicio). L'introduzione di questa tecnologia ha permesso di trovare posto per un numero sempre maggiore di transistor sui chip, incrementandone sensibilmente le prestazioni. Sul mercato attuale alcune aziende sono dotate di questa tecnologia, consentendo processi di produzione litografica con risoluzione di 4nm.

## Caratteristiche macchina
La particolarità dell'EUV risiede nella lunghezza d'onda generata (13,5 nm), la quale permette una riduzione drastica delle dimensioni delle incisioni sui wafer. L'apparecchiatura che sfrutta la lunghezza d'onda dell'estremo ultravioletto ha richiesto molti decenni di progettazione e test di laboratorio, sia per quanto riguarda la selezione dei materiali da utilizzare che la configurazione ottimale del macchinario stesso. Il processo d'incisione dei wafer parte da uno strumento in grado di generare un fascio luminoso ad alta intensità EUV. Questo avviene sfruttando un emettitore laser a CO2 che colpendo delle micro-gocce di Stagno (Sn) le porta allo stato di plasma e nella fase di decadimento radiattivo, alcuni ioni specifici generano l'emissione ultravioletta estrema, concentrata alla lunghezza d'onda di 13,5 nm. A questo punto il fascio viene incanalato ed indirizzato ad un particolare sistema di ottiche, la cui funzione principale è quella di selezionare solamente la parte centrale del fascio, ovvero quella avente un'intensità maggiore. Il fascio concentrato arriva dunque alla maschera, appositamente disegnata per proiettare sul wafer di silicio l'immagine da incidere. Successivamente un particolare schema di specchi riduce il fascio rifratto dalla maschera e lo concentra sulla superficie del wafer. Dal punto di vista ideale il processo di produzione dovrebbe avvenire nel vuoto, per massimizzare il rendimento energetico della macchina. Tuttavia, per motivi tecnici (il vuoto assoluto è impossibile da realizzare) ed economici, gli strumenti che utilizzano la litografia ultravioletta estrema operano in un ambiente controllato, ad una pressione dell'ordine dei 10-4-10-5 bar ed in presenza di idrogeno. Un'altra caratteristica da tenere in considerazione è l'elevato dispendio di energia elettrica richiesta per tale produzione, di fatto a livello energetico, il rendimento è poco superiore allo 0,02%. Se si considera, cioè l'impiego di circa 1 MW per la generazione del plasma EUV, tale plasma avrà una potenza in uscita di 200 W. Tale dispendio è giustificato dalla necessità di generare un plasma ad alta intensità a lunghezze d'onda corte. In particolare, va considerata la legge di Stefan-Boltzmann, che mette in relazione l'emittanza di un corpo nero e la sua temperatura elevata alla quarta.
{\displaystyle q=\sigma \cdot T^{4}}

## Fonte EUV
La generazione del fascio luminoso EUV deriva dal decadimento radiativo del plasma. 
I requisiti fondamentali che deve possedere il fascio EUV, per un adeguato impiego industriale, sono due:
- Alta efficienza di conversione (CE), definita come il rapporto della luce EUV emessa rispetto all'energia utilizzata per ottenerla
- Il plasma dovrebbe creare quantità gestibili di detriti comprendenti, ad es. frammenti o particelle ad alta energia che potrebbero limitare la vita utile dell'attrezzatura.

L'elemento che risponde al meglio a tali requisiti, sotto certe ipotesi specifiche di lavoro, è lo Stagno, in particolare Sn+8 ed Sn+15.
Lo studio spettroscopico, di tale elemento, ha infatti dimostrato come le emissioni generate dai suoi elettroni eccitati siano fortemente concentrate alla lunghezza d'onda di 13,5 nm. Per ottenere un fascio luminoso, adeguato al funzionamento del macchinario, occorre generare un plasma denso dalle micro-goccioline di Stagno liquido in due passaggi. Il primo utilizza un laser a bassa intensità, con l'obbiettivo di portare le goccioline di Stagno ad una dimensione tale da massimizzare l'esposizione al secondo impulso laser, ad alta intensità, da cui deriva un plasma caldo e denso.

## Fase di Pre-Espansione
Nella prima fase, detta di pre-espansione, una micro gocciolina viene fatta cadere (per un brevissimo istante (∼1 µs) come in Figura 2 perpendicolarmente sino ad arrivare al punto target, dove viene colpita dal primo impulso laser (come mostrato in Figura 2).
Questo impulso la espande passando dai ∼30 µm di diametro, in cui si presenta alla caduta, sino ad arrivare ai ∼500 µm, cioè, carica la gocciolina energeticamente e genera una deformazione fluidodinamica in modo da darle una forma adatta per ricevere l'impulso principale. 
Vi sono due diversi metodi per espandere la gocciolina di Stagno alla dimensione voluta:
- Si può fornire un impulso laser, ad un'intensità moderata (109-1012 W cm-2) per un tempo prolungato (10–100 ns). Il vantaggio risiede nel mantenimento della simmetria sferica durante l'espansione dello Stagno; ciò è possibile in virtù del fatto che le deformazioni fluidodinamiche innescate dall'impulso non risentano localmente dell'impulso stesso, visto la sua modesta intensità.

- Alternativamente sono impiegati una serie di impulsi applicati in un lasso di tempo più breve (∼10 ns), ad un'intensità ben al di sopra di quella necessaria alla generazione dello stato di plasma. Questo processo permette di ottenere una gocciolina maggiormente caricata, rispetto alla classe precedente. Tende ad assumere una forma ovale (simile ad una ghianda) in cui l'energia si concentra principalmente negli strati superficiali. Lo svantaggio risiede innanzitutto nella generazione di una quantità maggiore di detriti, oltre che la perdita della simmetria sferica.

Le caratteristiche delle classi (intensità dell'impulso, periodo dell'impulso, distanza dal punto target) sono soggette ad un costante aggiornamento; questo perché minime variazioni nel periodo di pulsazione e/o della sua intensità determinano una diversa espansione della gocciolina e dell'energia accumulata.
In entrambi i casi si generano delle microesplosioni superficiali, che causano il distacco di alcune porzioni di materiale, generando così detriti, tuttavia come già detto tale fenomeno avviene principalmente nel secondo metodo di pre-puplsatori.

## Fase di Main-espansione
Una volta raggiunta la forma adatta, un altro l'impulso laser, questa volta ad alta intensità, irradia la gocciolina di Stagno espansa. Questo impulso, detto principale, trasforma lo Stagno liquido in plasma caldo e denso.
Sono necessarie densità di potenza elevate per ottenere temperatura del plasma apprezzabili (∼20-40 eV), per produrre fasci di luce ultravioletta ad alta densità che verranno poi raccolte dal collettore.
La propagazione dell'energia all'interno della gocciolina di stagno, comprese le forze idrodinamiche, generano due fenomeni distinti:
- Il distacco di materia sulla superficie altamente carica.
- Il concentramento dell'energia nella regione interna della molecola.

Infatti, l'energia laser viene assorbita e trasportata all'interno della molecola. Nella regione ad alta densità di materia, questo fenomeno è favorito dal calore per mezzo di elettroni di conduzione, mentre nelle regioni a densità inferiore dalle radiazioni stesse. Questo frazionamento dell'energia all'interno della gocciolina accelera l'espansione del plasma ed il decadimento radiativo.
Il distacco di materia o ablazione è fortemente caratterizzato da perdite radiative, queste perdite sono più alte dalla regione più calda, dove cioè la luce laser viene assorbita e sono quelle che concorrono alla generazione di fasci luminosi ad alta densità.
Va considerato che l'emissione ottenuta dal plasma ha tre importanti caratteristiche: ottima efficienza di conversione (CE), purezza spettrale (SP) ed efficienza radiativa, che ne permettono l'impiego industriale. Per ottenere la densità luminosa desiderata, tuttavia, è importante tenere sotto controllo e minimizzare gli effetti di opacità. In particolare, gli studi sperimentali hanno dimostrato come, per mantenere ottimali le caratteristiche del plasma ottenuto, sia necessario un attento controllo della profondità ottica del plasma prodotto dal laser.

## UTA ed emissioni a 13,5nm
Gli studi sperimentali si basano principalmente sull'analisi degli spettri ottenuti da esperimenti in cui un laser Nd:YAG irradia una micro-gocciolina di Stagno. Dai grafici così ottenuti si evidenzia un'elevata concentrazione della lunghezza d'onda rilasciata in fase di decadimento alla lunghezza d'onda di 13,5 nm. Semplificando, quando lo Stagno passa dallo stato eccitato a quello fondamentale, tende a rilasciare energia sotto forma di decadimento radiativo, concentrando tale energia in fasci luminosi alla lunghezza d'onda di 13,5 nm, cioè quella dell'estremo ultravioletto.
In particolare, ogni stato di carica degli ioni ha caratteristiche di emissione unica in questa gamma di lunghezze d'onda, originate dal decadimento radiativo nelle configurazioni 4p5 4dm 5s insieme a 4p6 4d(m-1) 5f e 4p6 4d (m-1) 6p, con m= 6-0.
Gli studi sugli stati di carica dello Stagno hanno dimostrato la necessità di considerare la totalità delle transizioni radiative tra due configurazioni elettroniche, concentrandosi in particolare sulle linee di emissione.
Essendo queste linee così numerose, appaiono strette negli spettri, inoltre ogni linea di emissione è ampliata da molti effetti (la larghezza di linea naturale la quale ha origine dalla durata finita di entrambi i livelli coinvolti, la larghezza di linea strumentale, l'effetto Doppler, l'allungamento dell'effetto Stark, l'effetto Zeeman). Di conseguenza, le linee si fondono spesso in ampie bande spettrali, dette UTA (Unresolved Transition Arrays).
Nello Stagno, allo stato di plasma si è visto come alcune configurazioni specifiche (4p6 4d(m-1) 4f e 4p5 4d (m+1)) sono la causa di una significativa ridistribuzione delle oscillazioni delle forze verso il lato ad alta energia della UTA. La caratteristica più importante osservata è il rapporto, dovuto alla natura delle linee di emissione dello Stagno, tra le concentrazioni di picchi di emissione verso il desiderato 13,5 nm e un'intensità crescente del laser.

## Detriti
Durante la generazione della luce EUV, si genera il distacco di materia, denominata come detriti nel suo complesso.
Questi detriti possono comprendere: frammenti di gocce di Stagno, atomi neutri, ammassi di atomi e ioni di plasma. In condizioni operative ottimali, si ottiene la completa evaporazione dello Stagno e vengono prodotti solo ioni e atomi di plasma, che si espandono nel vuoto.
L'eccessiva generazione di detriti comporta due problemi di funzionamento ed è per questo che sono in continua evoluzione i metodi per la loro rimozione. Innanzitutto, diminuiscono la vita utile dei macchinari impiegati in tale processo, inoltre vanno ad aumentare l'opacità della luce prodotta diminuendone così l'efficienza del macchinario.
Per ovviare a tale problema si opera in presenza di H2. Tutto il processo, infatti, avviene a bassa pressione con idrogeno come gas di fondo. La scelta dell'elemento, H2, ha due vantaggi chiave:
- L'idrogeno atomico, sotto l'influenza del plasma, reagisce con qualsiasi Stagno, il cui prodotto è lo stannano gassoso (SnH4), il quale può essere pompato fuori dalla camera del plasma.

- Inoltre, di tutti i gas, il deuterio (H2) ha la sezione di assorbimento EUV più bassa, ma comunque non sufficiente a fermarne l'emissione.

In alternativa o in aggiunta all'uso dell'idrogeno, un altro approccio sperimentale è quello magnetico. Si utilizza una guida magnetica che può essere fatta ruotare attorno alla camera di reazione in modo da attrarre ai bordi i detriti. La tecnica ha mostrato benefici soprattutto per quanto riguarda la purezza della luce ottenuta, in quanto allontana i detriti dallo specchio l'ottica multistrato.

## Maschera EUV
Una maschera EUV [figura 3] è una complessa struttura multilayer che svolge la funzione di proiettore d'immagine, ovvero dato un fascio di luce incidente è in grado di proiettare un fascio che genera una specifica immagine nel wafer di silicio da lavorare. È composta da diversi strati che svolgono funzioni meccaniche, chimiche e ottiche uniche. Il processo di fabbricazione delle maschere EUV consiste in due fasi principali: fabbricazione della maschera in bianco e modellatura della maschera. 

La base di partenza per la realizzazione di una maschera EUV è un substrato formato da un materiale a bassissima espansione termica (LTEM low thermal expansion material) al di sotto del quale troviamo uno strato conduttivo, mentre al di sopra viene depositato uno strato riflettente multilayer (specchio ML) ricoperto a sua volta da uno strato limite che previene eventuali ossidazioni non desiderate. 

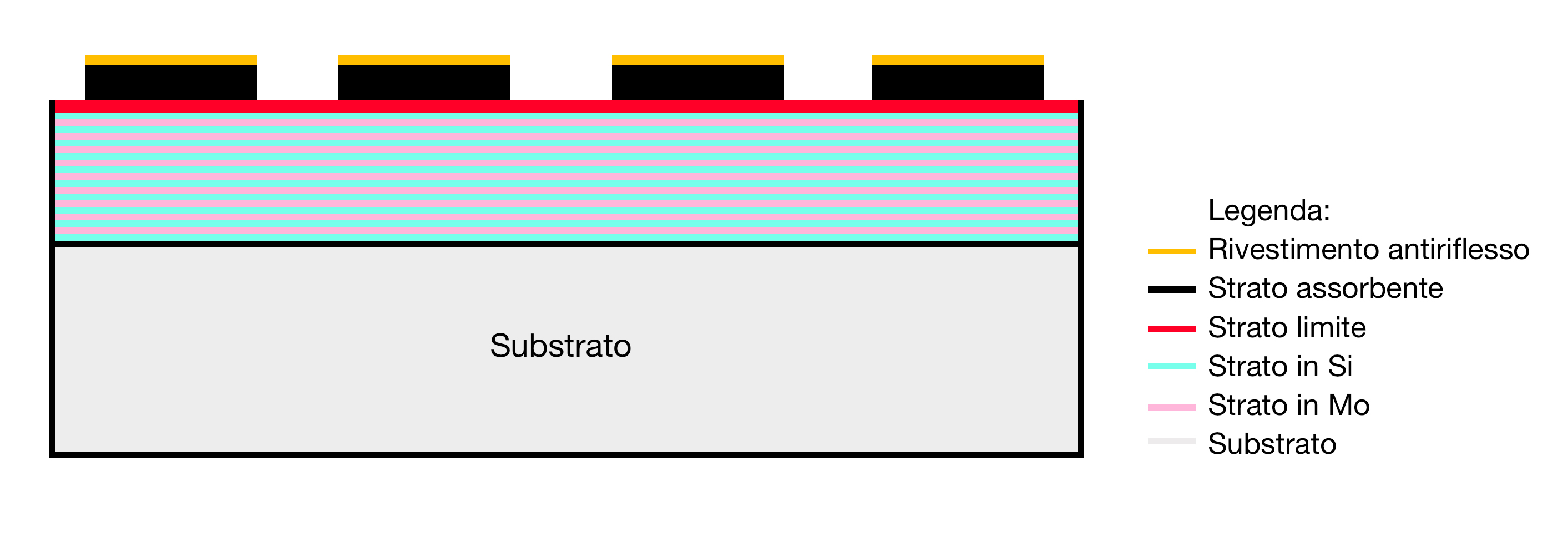
Figura 3: Struttura della maschera EUV. Il contrasto della maschera è ottenuto dalla differenza di riflettività tra la regione ML e la regione dell'assorbitore.

A questo punto la base della maschera è pronta, ma affinché essa possa proiettare una determinata immagine si deve aggiungere uno strato assorbente con un rivestimento antiriflesso che, come dice la parola stessa ha la funzione di assorbire il fascio luminoso ed evitarne la riflessione nelle aree in cui viene depositato.  
È proprio questa ultima parte della maschera che assicura il contrasto dell'immagine del modello contro lo strato multilayer riflettente attraverso l'assorbimento del fascio e generando il minimo riflesso.

## Substrato
Il substrato è il materiale di base per la fabbricazione della maschera e la sua qualità è necessaria, ma non sufficiente per la realizzazione della stessa. 
Per ottenere un substrato efficiente occorre seguire uno standard qualitativo: lo standard SEMI P37-1102, il quale specifica i requisiti del substrato; variazione media e spaziale dell'espansione termica, planarità della superficie e livello di difetto.
Poiché la distorsione nel piano della maschera causata dalla differenza di temperatura durante l'esposizione della maschera contribuisce all'errore di posizionamento dell'immagine sul wafer, è essenziale adottare un materiale a bassa espansione termica (LTEM) come substrato della maschera. La distorsione della maschera è influenzata dalla variazione spaziale così come dal valore medio del coefficiente di espansione termica (CTE coefficient of thermal expansion). Lo standard del substrato richiede un CTE nell'intervallo da 0 ± 5 ppb/K con una variazione spaziale totale di 6 ppb/K a 0 ± 30 ppb/K con una variazione spaziale totale di 10 ppb/K. 
Per accertarsi che gli standard di tolleranza imposti siano rispettati è necessario utilizzare una tecnica per misurare il CTE assoluto con elevata precisione e riproducibilità, e poiché non esiste un dilatometro commerciale che soddisfi i requisiti EUVL (risoluzione di misurazione di 1 ppb/K) è stato necessario l'impiego di dilatometri interferometrici in grado di generare risultati con una riproducibilità inferiore a 1 ppb/K con capacità di manipolazione di un'ampia varietà di materiali con CTE che vanno da ppm/K a ppb/K.
Un altro problema che affligge i substrati è la planarità della superficie, infatti la riflettività è degradata dalla rugosità della superficie del substrato, in particolare dalla rugosità ad alta frequenza spaziale (HSFR high spatial frequency roughness). L'HSFR provoca la dispersione grandangolare e la perdita di luce EUV dall'obiettivo di proiezione. La rugosità della frequenza spaziale media (MSFR mid spatial fre- quency roughness) invece causa un errore del fronte d'onda e una macchiolina attraverso una dispersione ad angolo ridotto.
La tecnica di deposizione levigante riduce la rugosità HSFR, ma non è efficace per la MSFR. Lo standard SEMI specifica un HSFR di <0,15 nm rms e un angolo di inclinazione locale della superficie frontale <1,0 mrad.
Il problema della planarità della maschera deriva dall'esclusivo design del sistema di imaging EUVL, che è un sistema di illuminazione non telecentrico. Qualsiasi variazione di altezza della superficie della maschera modellata (ad es. La non planarità) provoca un errore di posizionamento dell'immagine (o errore di sovrapposizione) sul wafer.

## Specchio Multilayer
Lo strato riflettente ML è uno dei componenti chiave per determinare l'efficienza della maschera; una riflettività inferiore del ML provoca una maggiore perdita di potenza ottica da parte della maschera.
Il fenomeno della riflessione si verifica nelle interfacce tra diversi materiali ed è strettamente correlato all'indice di rifrazione, infatti maggiore è la differenza nell'indice di rifrazione di due materiali e maggiore è la riflessione. 
A lunghezze d'onda minori di 50nm però tutti i materiali hanno indice di rifrazione pari a circa 1, pertanto risulta difficile, se non impossibile creare un'interfaccia altamente riflessiva costituita da solo due materiali. La soluzione a questo problema è stata la creazione di specchi multistrato caratterizzati dall'alternanza di layer composti da elementi ad alto peso atomico come il molibdeno (Mo=95,95u) e layer composti da elementi a basso peso atomico come il silicio (Si=28,08u). Si è optato per l'utilizzo di un multilayer (ML) costituito da Mo/Si in quanto sono gli elementi che combinati offrono la miglior scelta per ottenere un'elevata riflessione ed un basso assorbimento alle lunghezze d'onda dell'estremo ultravioletto. Nello specifico lo strato di silicio (Si) ha un basso indice di assorbimento dell'EUV e funge da distanziatore per la struttura periodica, mentre lo strato di molibdeno (Mo) diffonde la luce anche se ha un elevato assorbimento. Lo spessore dell'accoppiamento Mo/Si (d-spacing) e il rapporto di spessore del Mo ( ratio) sono determinati dal compromesso tra massimizzare l'interferenza costruttiva dei raggi riflessi su ciascuna interfaccia e minimizzare l'assorbimento complessivo per consentire a più interfacce di contribuire alla riflettanza. Il bilayer period deve inoltre soddisfare la legge di Bragg per produrre la massima riflessione alla lunghezza d'onda dell'EUV (=13,5nm). 
{\displaystyle n\lambda =2d\cos \theta {\sqrt {1-{\frac {2\delta }{1-\cos ^{2}\theta }}}}}
Dove n è un numero intero, d è il periodo del bilayer,  è la lunghezza d'onda e  è l'angolo di incidenza rispetto alla normale (~6°).

Attraverso numerosi esperimenti e prove si è arrivati a trovare lo spessore ideale dei vari layer che attualmente è per gli strati di Mo 2,8nm e di 4,1nm per gli strati di Si [Figura 4]. 

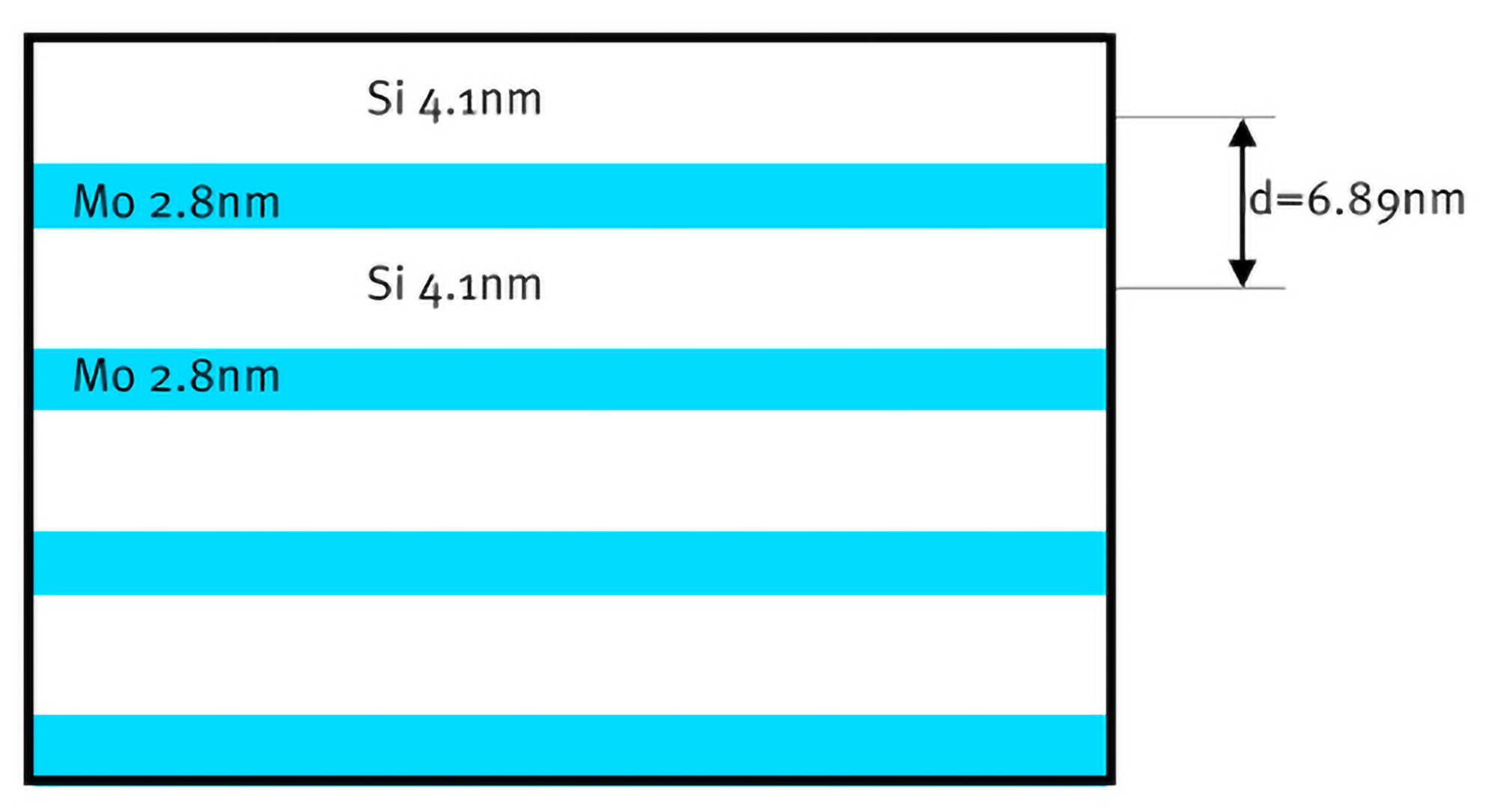
Figura 4: Schema di tolleranze imposto dallo standard SEMI P37-1102

Inoltre, si è andati a ricavare il numero di bilayer Mo/Si necessari affinché si avesse la massima riflessione e si è potuto notare che oltre i 40 bilayer non vi è alcun miglioramento della riflessione. Il valore teorico della riflessione che si ottiene da un ML di Mo/Si composto da 40 accoppiamenti per =13,5nm è pari al 75%, ma in realtà si attesta intorno al 70% circa. Inoltre, per proteggere il ML dall'ossidazione ed evitare una perdita di riflessione nel lungo periodo si applica uno strato limite che va a diretto contatto con il layer superiore di Si, il materiale di solito utilizzato è il rutenio (Ru) ed il film applicato ha uno spessore di circa 2nm. È stato scelto proprio il rutenio perché presenta un'elevata stabilità chimica in condizioni di pulizia ad umido della maschera oltre alla minima perdita di riflettività quando viene aggiunto nella parte superiore della superficie del ML. Per quanto concerne la propagazione delle imperfezioni durante la fase di stesura del ML, esse dipendono principalmente dalle imperfezioni del substrato, dalle condizioni del processo di deposizione e dallo strumento utilizzato. Per ridurre le disomogeneità superficiali e levigare la superficie si utilizza una tecnica chiamata Ion polishing e viene applicata ai soli layer di Si, la tolleranza superficie che si ottiene è di 0,2nm.

## Strato Assorbente
Una maschera EUV richiede l'utilizzo di un materiale in grado di assorbire la luce EUV generando così un'immagine modello in contrasto con lo specchio ML. Questo materiale deve avere delle caratteristiche fondamentali tra cui: elevato assorbimento all'EUV e stabilità sotto la radiazione EUV.
Il contrasto dell'immagine aerea dipende dal materiale dell'assorbitore e dallo spessore dell'assorbitore (maggiore con un assorbitore più spesso). Tuttavia, un materiale a basso indice di rifrazione (n) come TaN può essere impiegato per una maschera di sfasamento attenuata (PSM), ottenendo un contrasto ancora più elevato con un più basso spessore.

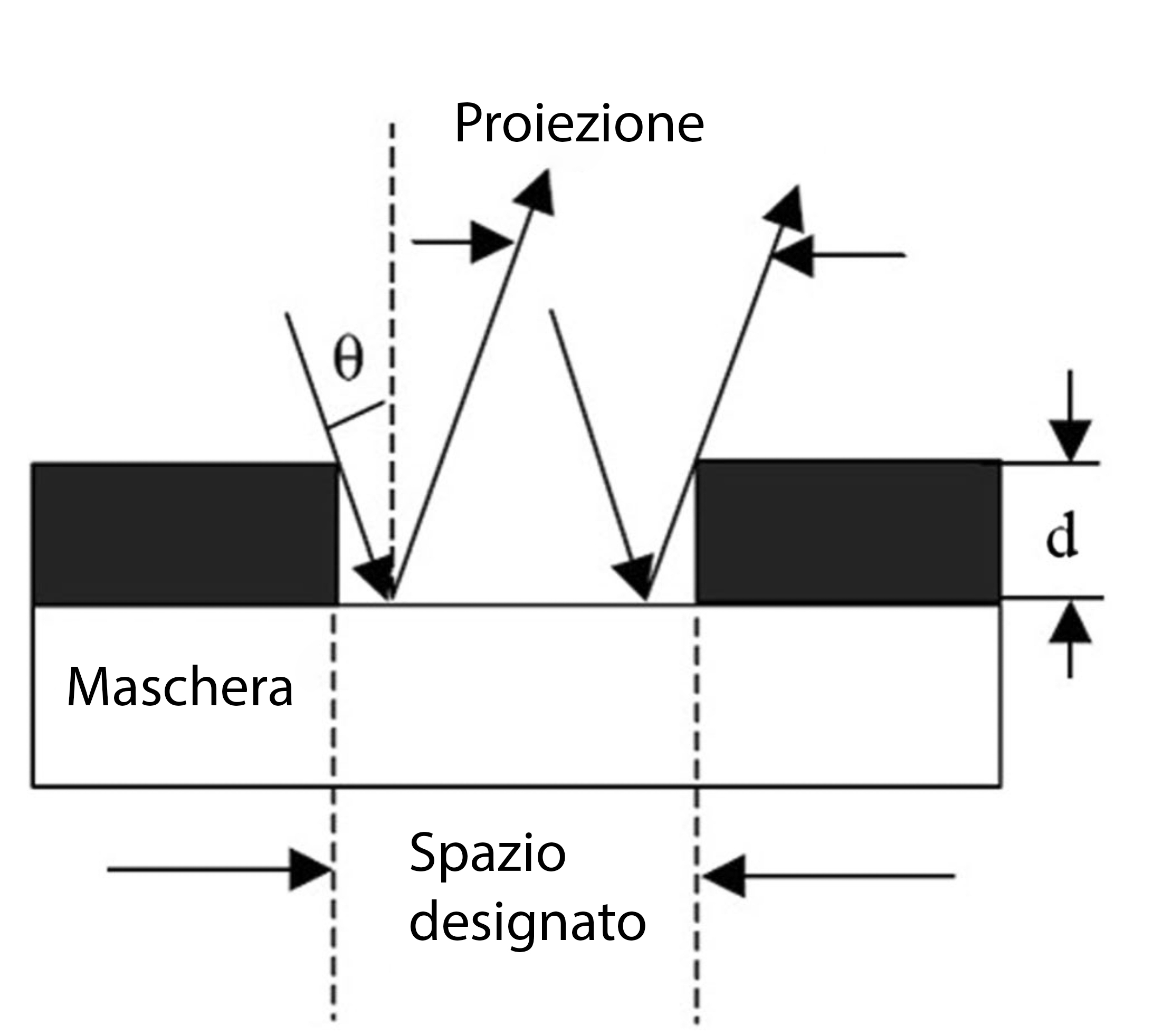
Figura 5: Illustrazione dell'effetto ombra

Recentemente, sono stati riportati studi sull'utilizzo di uno strato di assorbitore più sottile con un elevato coefficiente di estinzione per la lunghezza d'onda EUV. 
L'effetto di ombreggiatura della maschera è un problema causato dalla combinazione di illuminazione obliqua e topografia della maschera, e per ridurlo vengono impiegati materiali assorbenti che permettano di realizzare layer molto sottili come Ni,Pd,Pt e Co e aventi un elevato coefficiente di estinzione per la lunghezza d'onda dell'EUV. Per ottenere dunque il massimo contrasto d'immagine lo spessore dell'assorbitore deve essere sufficiente affinché la luce di dispersione sia la più bassa possibile. 
Una delle continue sfide della litografia a raggi elettronici è l'effetto di prossimità, che degrada in modo significativo la fedeltà dei disegni e il controllo del CD. L'effetto di prossimità è dovuto allo scattering di elettroni nel resist e al backscattering di elettroni dai materiali di substrato.